# Tyrel Lomax
Pour les articles homonymes, voir Lomax.

a Compétitions nationales et continentales officielles uniquement.

b Matchs officiels uniquement.
Dernière mise à jour le 25 novembre 2024.
Tyrel Lomax, né le 16 mars 1996 à Canberra (Australie), est un joueur de rugby à XV international néo-zélandais, évoluant au poste de pilier. Il joue avec la franchise des Hurricanes en Super Rugby depuis 2020, et avec la province de Tasman en NPC depuis 2017.

## Carrière

### En club
Tyrel Lomax est né à Canberra en Australie de parents néo-zélandais. Il est le fils de l'ancien international néo-zélandais de rugby à XIII John Lomax (en), qui a effectué une partie de sa carrière en Australie entre 1993 et 2000.
Sur les traces de son père, il commence à jouer au rugby à XIII avec les Wainuiomata Lions dans la banlieue de Lower Hutt,. Il passe au rugby à XV à l'âge de 15 ans lorsqu'il part suivre son éducation au St Edmund's College de Canberra. Il joue également avec les équipes jeunes des Brumbies, représentant la région de Canberra, à partir de 2012.
Repéré grâce à son talent et son gabarit imposant (1,93 m pour 128 kg), il rejoint les Canberra Vikings en NRC en 2015,. Il est également appelé à s’entraîner avec le groupe senior des Brumbies à partir de 2016, afin de faciliter sa progression.
En juillet 2016, il signe son premier contrat professionnel avec la franchise des Melbourne Rebels pour une durée de deux saisons. Il rejoint également les Melbourne Rising en NRC, avec qui il dispute la saison 2016. Il fait ses débuts en Super Rugby avec les Rebels le 23 février 2017 contre les Blues. Lors de cette première saison à haut niveau, il dispute treize rencontres, dont six titularisations.
En 2017, il demande à être libéré de sa deuxième année de contrat afin d'aller jouer dans son pays natal avec les Highlanders. Sa demande est acceptée, et il signe un contrat de deux saisons avec la franchise basée à Dunedin à compter de la saison 2018. Parallèlement, il rejoint la province de Tasman en NPC à compter de 2017.
En 2020, Après deux saisons réussies avec les Highlanders, il décide de se rapprocher de ses racines familiales et rejoint la franchise des Hurricanes basée à Wellington pour quatre saisons,. En mars 2023, il se réengage avec la fédération néo-zélandaise et les Hurricanes jusqu'en 2026.

### En équipe nationale
Tyrel Lomax représente l'équipe d'Australie des moins de 20 ans lors des championnats du monde junior 2015 et 2016,.
En avril 2017, il est appelé par le sélectionneur australien Michael Cheika à un camp d'entrainement de l'équipe d'Australie,.
Plus tard en 2017, il décide de rentrer en Nouvelle-Zélande afin de pouvoir représenter son pays d'origine au niveau international. Il est sélectionné pour la première fois avec les All Blacks par Steve Hansen pour participer à la tournée de novembre 2018 au Japon,. Il connait sa première cape le 3 novembre 2018, à l'occasion d'un match contre l'équipe du Japon à Tokyo.
Le 7 août 2023, il est sélectionné pour disputer la Coupe du monde en France. Son équipe termine la compétition à la seconde place, après une défaite en finale face à l'Afrique du Sud, match pour lequel il est titulaire. D'un point de vue personnel, il joue cinq matchs, dont quatre en tant que titulaire.

## Palmarès

### En club et province
- Vainqueur du NPC en 2019 et 2020 avec Tasman.
- Finaliste du NPC en 2017 avec Tasman.

### En équipe nationale
- Vainqueur du Rugby Championhsip en 2020, 2021, 2022 et 2023.
- Finaliste de la Coupe du monde en 2023.

## Statistiques
Au 25 novembre 2024, Tyrel Lomax compte 44 capes en équipe de Nouvelle-Zélande, dont 30 en tant que titulaire, depuis le 3 novembre 2018 contre l'équipe du Japon à Tokyo.
Il participe à cinq éditions du Rugby Championship, en 2020, 2021, 2022, 2023 et 2024. Il dispute 21 rencontres dans cette compétition,.